# أسطورة الحراس: بومة غهول
أسطورة الحراس: بومة غهول (بالإنجليزية: Legend of the Guardians: The Owls of Ga'Hoole) هو فيلم مغامرة تم إنتاجه في أستراليا والولايات المتحدة وصدر في سنة 2010. الفيلم من إخراج زاك سنايدر.

## طاقم التمثيل
- جيم ستارجس
- جيوفري راش
- جويل إجيرتون
- ديفيد وينهام
- هيلين ميرين

## الميزانية والإيرادات
بلغت تكلفة إنتاج الفيلم حوالي 80 مليون دولار بينما حقق أرباحا تقدر بـ 140,073,390 دولار.

## وصلات خارجية
- أسطورة الحراس: بومة غهول على موقع IMDb (الإنجليزية)
- أسطورة الحراس: بومة غهول على موقع ميتاكريتيك (الإنجليزية)
- أسطورة الحراس: بومة غهول على موقع روتن توميتوز (الإنجليزية)
- أسطورة الحراس: بومة غهول على موقع نتفليكس (الإنجليزية)
- أسطورة الحراس: بومة غهول على موقع ألو سيني (الفرنسية)
- أسطورة الحراس: بومة غهول على موقع أول موفي (الإنجليزية)
- أسطورة الحراس: بومة غهول على موقع بوكس أوفيس موجو (الإنجليزية)
- أسطورة الحراس: بومة غهول على موقع فيلمافينيتي (الإسبانية)
- أسطورة الحراس: بومة غهول على موقع قاعدة بيانات الأفلام السويدية (السويدية)
- أسطورة الحراس: بومة غهول على موقع قاعدة بيانات الفيلم (الإنجليزية)

1. 1 2  مذكور في: قاعدة بيانات الأفلام على الإنترنت. مُعرِّف قاعدة بيانات الأفلام على الإنترنت (IMDb): tt1219342. الوصول: 4 مارس 2019. لغة العمل أو لغة الاسم: الإنجليزية.
2. ↑  Fritz، Ben (23 سبتمبر 2010). "Movie projector: 'Wall Street' and 'Guardians' to battle for No. 1 as 'You Again' lags". لوس أنجلوس تايمز. مؤرشف من الأصل في 2018-06-12. اطلع عليه بتاريخ 2010-09-23.
3. ↑  "'Guardians' angel is Warner Bros". فارايتي (مجلة). 16 يونيو 2005. مؤرشف من الأصل في 2020-03-14. اطلع عليه بتاريخ 2009-02-09.
4. ↑  Walker، Michelle. "30 Rock Episode Recap: "Double-Edged Sword"". Squeetv.com. مؤرشف من الأصل في 2011-11-09. اطلع عليه بتاريخ 2012-05-10.